# St Oswald’s Church (Castle Bolton)

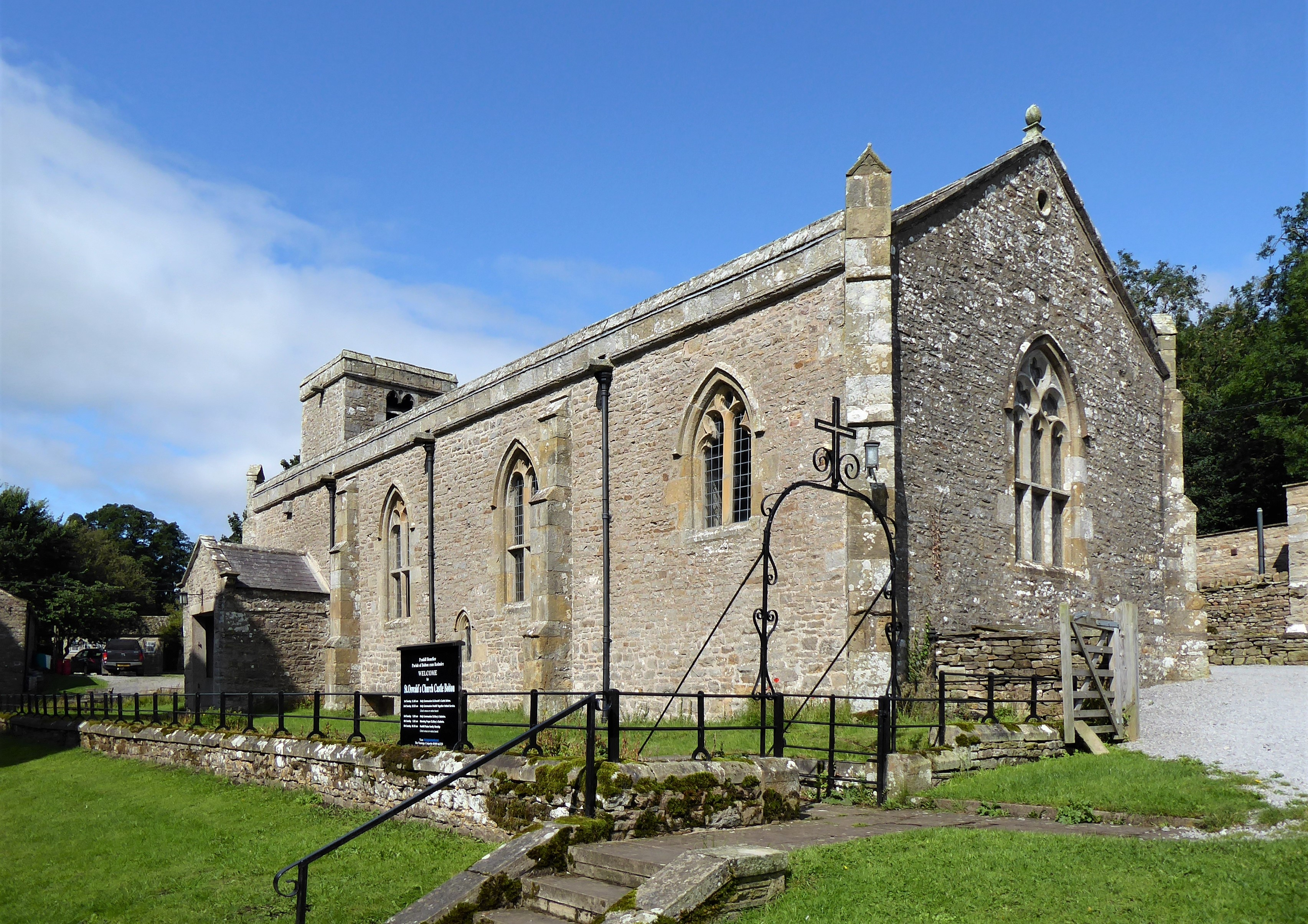
Die Kirche St Oswald’s

Die St Oswald’s Church ist ein anglikanisches Kirchengebäude in dem Weiler Castle Bolton in North Yorkshire in Großbritannien. Die Kirche befindet sich unmittelbar nördlich der Burgruine von  Bolton Castle und ist seit 1967 als Kulturdenkmal der Kategorie Grade II* eingestuft.

## Beschreibung
Die dem Patrozinium des heiligen Oswald von Northumbria gewidmete Kirche entstand im späten 14. Jahrhundert wohl als Burgkapelle. Langhaus und Chor befinden sich in einem langgestreckten Saalraum, dem ein schmaler und niedriger zweigeschossiger Turm im Westen vorgesetzt ist. Im Inneren ist anhand von Konsolen die Stelle eines Lettners zwischen Kirchenschiff und Chor erkennbar. Dort befindet sich auch eine kleeblattköpfige Piscina mit abgebrochenem Becken. Das große Maßwerkfenster in der Ostwand des Chors wird von zwei spitzbogigen Nischen flankiert. In der Südwand haben sich dreiteilige Sediliennischen erhalten. Ein mittelalterlicher Kragstein in der Nordwand ist bezeichnet mit Tomas R.